# ستوديو كنال
ستوديو كنال هي شركة إنتاج وتوزيع فرنسية تمتلك ثالث أكبر مكتبة أفلام في العالم.الشركة مملوكة من قبل شركة فيفاندي.